# Vladimir Ghinaitis
Vladimir Ghinaitis (30 marzo 1995) è un calciatore moldavo, difensore del Bălți.

## Carriera
Ha giocato nella massima serie moldava ed in quella kazaka.